# Historische Sozialkunde
Historische Sozialkunde. Geschichte, Fachdidaktik, politische Bildung war eine von 1971 bis 2018 in Wien erscheinende und durch den Verein für Geschichte und Sozialkunde c/o Institut für Wirtschafts- und Sozialgeschichte der Universität Wien herausgegebene pädagogische Fachzeitschrift. Bis 2002 wurde sie unter dem Namen Beiträge zur historischen Sozialkunde vertrieben. Sie wurde als „größte private Zeitschrift für Weiterbildung von Lehrerinnen und Lehrern aller Schultypen“ ausgewiesen. Fachdidaktisch wurde sie zunächst durch die Zentrale Arbeitsstelle für Geschichtsdidaktik (ZAG) an der Pädagogischen Hochschule Salzburg, später durch das Bundeszentrum für Gesellschaftliches Lernen der Pädagogischen Hochschule Salzburg und der Didaktik der Geschichte der Universität Wien betreut. Als sich im Jahr 2018 der Verein für Geschichte und Sozialkunde auflöste, wurde auch die Zeitschrift eingestellt.